# Luisa Fußy
Luisa Fußy (* 1996 in Deutschland) ist eine deutsche Reiterin. Sie nahm an den Special Olympics World Summer Games 2023 in Berlin teil.

## Leben und Karriere
Fußy hatte schon mit drei Jahren den ersten Kontakt zu Pferden, sie lebt in Nordrhein-Westfalen und arbeitet in einer betreuten Werkstatt in der Montageabteilung.
Bis 2023 nahm sie an neun Special Olympics Reitwettbewerben teil, unter anderem in Hannover, München und Bonn. Sie ist Mitglied des Vereins für Reittherapie Unna e.V. (Stand 2023). 2014 konnte sie beim nationalen Special Olympics Reitwettbewerb in Düsseldorf, der auf Fremdpferden durchgeführt wurde, in der Schritt-Dressurprüfung eine Goldmedaille und im Geschicklichkeitsreiten eine Bronzemedaille gewinnen. Beim Unified-Wettbewerb im Team mit einer nicht behinderten Unified-Partnerin erreichte sie in Düsseldorf den zweiten Platz.
Zwei Jahre darauf, bei den nationalen Special Olympics in Hannover 2016, kam sie im Dressurreiten in der Kategorie Level B (Schritt und Trab) auf den dritten Platz.
Über gute Leistungen bei Anerkennungswettbewerben und den Special Olympics Sommerspielen 2022 konnte sie sich für die Special Olympics World Summer Games 2023 in Berlin qualifizieren und ist Teil der zwölfköpfigen Reit-Equipe Deutschlands. Bei den Sommerspielen 2022 gewann sie insgesamt zwei Silbermedaillen und zwei Bronzemedaillen und kam einmal auf Platz vier. Den zweiten Platz konnte sie beim Unified Kür-Wettbewerb zusammen mit ihrer Unified Partnerin Malin Paeglow erreichen.
Beim Dressurwettbewerb der Special Olympics World Summer Games 2023 konnte sie im Sattel des Fuchswallachs USA Dr. Z. mit 69,41 Punkten die Silbermedaille in ihrer Kategorie (Level C I, D05) gewinnen. In dieser Kategorie wird nur Schritt geritten. In zwei weiteren Wettbewerben kam die Athletin auf den fünften Platz.
Für die World Games 2023 wurde Fußy von dem Unternehmen Schufa Holding AG unterstützt.